# 彼得·佩文西
彼得·佩文西（英語：Peter Pevensie）是英國作家C·S·路易斯所著奇幻小說《納尼亞傳奇》系列中的虛構人物，在《獅子·女巫·魔衣櫥》、《賈思潘王子》和《最後的戰役》中均有登場。
彼得是納尼亞系列故事的四名主角之一，佩文西家的長子，他與弟妹們共同擊敗了冰封納尼亞世界的白女巫，而後登基成為納尼亞王國的君主，人稱「崇高的彼得大帝」。

## 角色生平

### 獅子·女巫·魔衣櫥
二戰期間，倫敦遭受空襲，彼得和他的弟妹被迫從倫敦疏散，暫時前往鄉下的老寇克教授家避難。當露西透過魔衣櫥發現通往納尼亞的途徑後，彼得並不相信她說的話。直到後來他和其他人都進入納尼亞後，彼得向露西道歉，並指責存心說謊以讓露西難受的愛德蒙。

彼得·佩文西使用的盾牌。

在造訪納尼亞的海狸夫婦家時，愛德蒙偷偷溜走去見白女巫，而海狸夫婦則帶著彼得、蘇珊和露西前往石桌面見獅王亞斯藍。旅途中他們遇見聖誕老人，彼得獲贈寶劍雷動（Rhindon）和一面盾牌。在亞斯藍的營地，彼得殺死了白女巫部下的秘密警察首領、惡狼毛格林，亞斯藍便封他為「屠狼手」彼得爵士。
而後因亞斯藍的突然離去（其實是前往石桌自我犧牲），彼得成為亞斯藍軍隊的指揮官，對抗白女巫陣營的邪惡大軍，更親自在貝路納之役中與白女巫一對一決鬥。當白女巫陣營遭擊敗之後，彼得和他的弟妹被亞斯藍加冕為納尼亞的君主，四人共同統治納尼亞，彼得是四人當中的最高君主，人稱「崇高的彼得大帝」。在他們的治理下，納尼亞進入黃金時代。
在《奇幻馬和傳說》一書中提及，當蘇珊與愛德蒙造訪南方的卡羅門王國的同時，彼得正領軍在納尼亞北方和巨人作戰。
十五年後，彼得和他的弟妹終究意外返回人類世界，發現時間只流逝了不過幾秒鐘，自己仍然是孩子。

### 賈思潘王子
彼得和他的弟妹在英國一間火車站內受到招喚回到納尼亞，發現距離上次時間已過去了上千年，納尼亞正處於坦摩人的統治之下。四人發現了廢棄已久的凱爾帕拉瓦宮，彼得在城堡寶藏室內取回了他的寶劍雷動。矮人川卜金作為嚮導，領著彼得等四人跟現為古納尼亞人領袖的賈思潘王子會合。彼得向身為坦摩人的米拉茲國王下戰帖，兩人進行公開的一對一決鬥。過程中，米拉茲被意圖奪位的手下葛洛塞與蘇普皮暗算殺害及栽贓給古納尼亞人，第二次貝路納之役隨之爆發，彼得殺死了蘇普皮，坦摩軍隊終被擊敗。
亞斯藍告訴彼得，他和蘇珊由於年齡太大已經不能再進入納尼亞了。四人隨即被亞斯藍送回英國。

### 黎明行者號
這時的彼得正在寇克教授家中接受指導，以為考試做準備。

### 最後的戰役
在《最後的戰役》之時，彼得已成為一名大學生。他獲寇克教授和波莉邀請，與其他到過納尼亞的人（蘇珊除外）一同聚會，他們都共同見到納尼亞末代國王逖里安的幻象。寇克教授認為納尼亞一定出事了，為了回到納尼亞，彼得和愛德蒙前往倫敦凱特里家院子裡挖出魔法戒指，並在月台上等著與坐火車的寇克教授等人會合。未料這時發生了重大火車事故，彼得和其他人不幸在當中喪生，其靈魂被送至「真正的納尼亞」。

## 創作
在作者C·S·路易斯於二戰期間撰寫的《獅子·女巫·魔衣櫥》初期草稿中，彼得是四個孩子中年齡最小的，且被設定為故事主角。這個稿子很快被棄置，直至十年後才重寫。

## 評論
英國兒童文學評論家馬卡斯·柯洛奇認為：「小學生彼得竟會變成納尼亞的彼得王實在令人很難接受」:231。

## 改編
在2005年電影《納尼亞傳奇：獅子·女巫·魔衣櫥》中，由英國演員威廉·莫斯里飾演彼得·佩文西，他也在該片的續集《納尼亞傳奇：賈思潘王子》和《納尼亞傳奇：黎明行者號》中繼續飾演此角。